# Franz Wilhelm Kick
Franz Wilhelm Kick (* 28. Dezember 1925 in Aidenbach; † 6. September 2012 in Schwabach) war ein deutscher Lehrer und Politiker (SPD).

## Leben
Kick besuchte die Volksschule Aidenbach und ein humanistisches Gymnasium. Während des Zweiten Weltkriegs wurde er in den Arbeits- und Kriegsdienst eingezogen, zuletzt war er dort als Fähnrich tätig. 1946 legte er sein Abitur am Humanistischen Gymnasium in Passau ab. Er studierte Mathematik, Physik und Philosophie an der Philosophisch-Theologischen Hochschule Passau und den Universitäten Tübingen und München. Es folgten sein erstes und zweites Staatsexamen, eine Zeit als Referendar sowie ein Privatschuldienst. Am 1. September 1952 begann er seine Tätigkeit am Adam-Kraft-Gymnasium in Schwabach, er war zugleich Studiendirektor.
Einen Monat vor seinem Schuleintritt, am 1. August 1952, wurde Kick Mitglied der SPD, für die er von 1956 bis 1974 im Schwabacher Stadtrat und von 1970 bis 1982 im Bayerischen Landtag saß.